# FinalDraft
Final Draft er et computerprogram til at skrive filmmanuskripter, anvendt af mange manuskriptforfattere verden over. Desuden handler filmen af samme navn om en manuskriptforfatter.